# Праздники Румынии
В этой статье представлен список праздников Румынии.

## Официальные нерабочие дни
| Дата                                   | Румынское название                           | Название                                                        | Примечания                                                                            |
| -------------------------------------- | -------------------------------------------- | --------------------------------------------------------------- | ------------------------------------------------------------------------------------- |
| 1–2 января                             | Anul nou                                     | Новый год                                                       |                                                                                       |
| 24 января                              | Ziua Unirii Principatelor Române             | День объединения Дунайских княжеств                             |                                                                                       |
| апрель/май (в 2023 14, 16 и 17 апреля) | Paştele                                      | Православная Пасха                                              | 3 дня (Страстная пятница, Пасхальное воскресенье, Пасхальный понедельник)             |
| 1 мая                                  | Ziua muncii                                  | День труда                                                      |                                                                                       |
| 1 июня                                 | Ziua Copilului                               | Международный день защиты детей                                 |                                                                                       |
| май/июнь (в 2023 4 и 5 июня)           | Rusalii / Rusaliile                          | Пятидесятница                                                   | Воскресенье Пятидесятницы (7-е воскресенье после Пасхи) и следующий день              |
| 15 августа                             | Adormirea Maicii Domnului                    | Вознесение Девы Марии                                           |                                                                                       |
| 30 ноября                              | Sfântul Andrei                               | День Апостола Андрея                                            |                                                                                       |
| 1 декабря                              | Ziua Marii Uniri (Ziua națională a României) | День национального единения Румынии (Национальный день Румынии) | День объединения Румынии и Трансильвании в 1918 году — основание современной Румынии. |
| 25–26 декабря                          | Crăciunul                                    | Рождество                                                       | Рождество празднуется в Румынии в течение двух дней                                   |

## Другие официальные праздники
| Дата      | Румынское название    | Название                 | Примечания                                                                           |
| --------- | --------------------- | ------------------------ | ------------------------------------------------------------------------------------ |
| 26 июня   | Ziua Tricolorului     | День румынского флага    |                                                                                      |
| 29 июля   | Ziua Imnului naţional | День национального гимна | День, в который в 1848 году был впервые исполнен гимн «Deşteaptă-te, române!»        |
| 8 декабря | Ziua Constituţiei     | День конституции         | День, в который в 1991 году был проведен референдум по поводу румынской конституции. |

## Традиционные праздники
| Дата    | Румынское название | Название | Примечания     |
| ------- | ------------------ | -------- | -------------- |
| 1 марта | Mărţişorul         | Мэрцишор | Праздник весны |